# Chrysopa peruviana
Chrysopa peruviana is een insect uit de familie van de gaasvliegen (Chrysopidae), die tot de orde netvleugeligen (Neuroptera) behoort. 
Chrysopa peruviana is voor het eerst wetenschappelijk beschreven door Navás in 1925.